# 질리언 해리스
질리언 해리스(Jillian Harris, 1979년 12월 30일 ~ )는 캐나다의 텔레비전 사회자, 인테리어 디자이너이다. 미국 ABC의 데이트 쇼 프로그램 "배철러"(The Bachelor) 시즌 13, "배철러레트"(The Bachelorette) 시즌 5 출연으로 유명해졌다.